# Чемпионат мира по конькобежному спорту среди студентов 2012
Первый чемпионат мира по конькобежному спорту среди студентов прошёл с 18 по 21 декабря 2012 года на открытом катке центра олимпийской подготовки в Закопане (Польша).
Соревнования прошли на дистанциях 500, 1000, 1500, 5000 м у мужчин и женщин, 3000 м у женщин и 10000 м у мужчин, а также командные забеги на 6 кругов у женщин и на 8 кругов у мужчин.

## Программа
| Дата       | Мужчины                   | Женщины                   |
| ---------- | ------------------------- | ------------------------- |
| 18 декабря | 1500 м                    | 3000 м                    |
| 19 декабря | 1000 м 5000 м             | 1500 м                    |
| 20 декабря | 10 000 м                  | 1000 м 5000 м             |
| 21 декабря | 2 × 500 м Командная гонка | 2 × 500 м Командная гонка |

## Медалисты

### Мужчины
| Дистанция       | Золото                                                     | Золото   | Серебро                                                                | Серебро         | Бронза                                                            | Бронза          |
| --------------- | ---------------------------------------------------------- | -------- | ---------------------------------------------------------------------- | --------------- | ----------------------------------------------------------------- | --------------- |
| 2 × 500 м       | Артур Ногаль Польша                                        | 73,490   | Мацей Бега Польша                                                      | 73,580 +0,090   | Эвен Юхансен Норвегия                                             | 73,960 +0,470   |
| 1000 м          | Ян Шиманьски Польша                                        | 1.12,78  | Эвен Юхансен Норвегия                                                  | 1.12,79 +0,01   | Эспен Твейт Норвегия                                              | 1.13,37 +0,59   |
| 1500 м          | Ян Шиманьски Польша                                        | 1.50,25  | Эспен Твейт Норвегия                                                   | 1.52,66 +2,41   | Максим Баклашкин Казахстан                                        | 1.53,44 +3,19   |
| 5000 м          | Ян Шиманьски Польша                                        | 6.58,49  | Мартин Бьертнес Норвегия                                               | 7.04,59 +6,10   | Зденек Хаселбергер Чехия                                          | 7.05,60 +7,11   |
| 10000 м         | Мартин Бьертнес Норвегия                                   | 14.20,50 | Себастьян Друшкевич Польша                                             | 14.32,90 +12,40 | Павел Кулма Чехия                                                 | 14.36,20 +15,70 |
| Командная гонка | Норвегия · Эспен Твейт · Мартин Бьертнес · Эйнар Агдестейн | 4.01,74  | Польша · Войцех Баран · Себастьян Друшкевич · Анджей Гонсеница-Лясковы | 4.04,11 +2,37   | Казахстан · Максим Баклашкин · Виталий Мольгинов · Никита Ставцев | 4.10,40 +8,66   |

### Женщины
| Дистанция       | Золото                                                                | Золото     | Серебро                                                        | Серебро        | Бронза                                                              | Бронза         |
| --------------- | --------------------------------------------------------------------- | ---------- | -------------------------------------------------------------- | -------------- | ------------------------------------------------------------------- | -------------- |
| 2 × 500 м       | Ксения Садовская Беларусь                                             | 82,390     | Луиза Злотковска Польша                                        | 82,500 +0,110  | Рикке Епссон Норвегия                                               | 84,360 +1,970  |
| 1000 м          | Наталья Червонка Польша                                               | 1.20,45    | Луиза Злотковска Польша                                        | 1.20,64 +0,19  | Татьяна Сокирко Казахстан                                           | 1.23,05 +2,41  |
| 1500 м          | Мартина Сабликова Чехия                                               | 2.03,20    | Наталья Червонка Польша                                        | 2.04,66 +1,46  | Катажина Возняк Польша                                              | 2.09,20 +6,00  |
| 3000 м          | Мартина Сабликова Чехия                                               | 4.09,22 TR | Луиза Злотковска Польша                                        | 4.24,24 +15,02 | Марит Фьеллангер Бём Норвегия                                       | 4.30,24 +21,02 |
| 5000 м          | Мартина Сабликова Чехия                                               | 7.09,98 TR | Камилла Фарествейт Норвегия                                    | 7.49,16 +39,18 | Елена Урванцева Казахстан                                           | 7.49,42 +39,44 |
| Командная гонка | Польша · Каролина Доманьска-Ксыт · Ангелика Фудалей · Александра Госс | 3.18,88    | Казахстан · Марина Иванова · Татьяна Сокирко · Елена Урванцева | 3.19,43 +0,55  | Норвегия · Рикке Епссон · Марит Фьеллангер Бём · Камилла Фарествейт | 3.26,84 +7,96  |

### Медальный зачёт
| Место | Страна    | Золото | Серебро | Бронза | Всего |
| ----- | --------- | ------ | ------- | ------ | ----- |
| 1     | Польша    | 6      | 7       | 1      | 14    |
| 2     | Чехия     | 3      | 0       | 2      | 5     |
| 3     | Норвегия  | 2      | 4       | 5      | 11    |
| 4     | Беларусь  | 1      | 0       | 0      | 1     |
| 5     | Казахстан | 0      | 1       | 4      | 5     |
| Всего | Всего     | 12     | 12      | 12     | 36    |

## Участники
В соревнованиях на чемпионате мира 2012 года приняли участие 58 спортсменов из 11 стран.

| - Беларусь (9) - Венгрия (2) - Германия (2) - Италия (1) - Казахстан (7) - Норвегия (8) | - Польша (20) - Финляндия (4) - Чехия (3) - Швейцария (1) - Эстония (1) |